# Quaternionische Darstellung
In der Mathematik sind quaternionische Darstellungen ein Konzept der Darstellungstheorie, das unter anderem in der Spingeometrie Anwendung findet.

## Definition
Eine quaternionische Darstellung ist eine (komplexe) Darstellung {\displaystyle V} einer Gruppe {\displaystyle G,} die einen {\displaystyle G}-invarianten Homomorphismus {\displaystyle J\colon V\to V} besitzt, der antilinear ist und {\displaystyle J^{2}=-{\text{Id}}} erfüllt.

Der komplexe Vektorraum hat also eine durch die komplexe Zahl {\displaystyle i} sowie {\displaystyle j:=J} und {\displaystyle k=ij} definierte Struktur eines quaternionischen Vektorraums. Eine quaternionische Darstellung definiert also einen Gruppenhomomorphismus {\displaystyle \rho \colon G\to GL(V,\mathbb {H} )}.

## Beispiel
Drehungen des 3-dimensionalen Raumes können durch Quaternionen beschrieben werden. Das definiert eine quaternionische Darstellung 
{\displaystyle \rho \colon Spin(3)\to GL(1,\mathbb {H} )}
der Spingruppe {\displaystyle Spin(3)}.
Allgemein sind die Spinor-Darstellungen der Spingruppe {\displaystyle Spin(d)} quaternionische Darstellungen für {\displaystyle d=8k+3,d=8k+4} und {\displaystyle d=8k+5} mit {\displaystyle k\in \mathbb {N} }.

## Charakterisierung quaternionischer Darstellungen
Eine schiefsymmetrische nicht-ausgeartete {\displaystyle G}-invariante Bilinearform definiert eine quaternionische Struktur auf {\displaystyle V.}
Umgekehrt gibt es zu jeder quaternionischen Darstellung eine {\displaystyle G}-invariante schiefsymmetrische nicht-ausgeartete Bilinearform auf {\displaystyle V}. Für irreduzible Darstellungen ist diese Bilinearform eindeutig bis auf Skalierung.
Eine irreduzible Darstellung {\displaystyle V} ist genau eine der folgenden:
- komplex: der Charakter{\displaystyle \chi _{V}} ist nicht reellwertig und {\displaystyle V} hat keine {\displaystyle G}-invariante nicht-ausgeartete Bilinearform
- reell: {\displaystyle V=V_{0}\otimes \mathbb {C} ,} eine reelle Darstellung; {\displaystyle V} hat eine {\displaystyle G}-invariante symmetrische nicht-ausgeartete Bilinearform
- quaternionisch: der Charakter {\displaystyle \chi _{V}} ist reell, aber {\displaystyle V} ist keine reelle Darstellung; {\displaystyle V} hat eine {\displaystyle G}-invariante schiefsymmetrische nicht-ausgeartete Bilinearform.